# Maylandsea
Maylandsea – wieś w Anglii, w hrabstwie Essex, w dystrykcie Maldon. Leży 20 km na wschód od miasta Chelmsford i 65 km na wschód od Londynu. W 2001 miejscowość liczyła 3604 mieszkańców